# Frontera entre Finlandia y Rusia
La frontera entre Finlandia y Rusia es un lindero internacional en dirección más o menos norte-sur entre la República de Finlandia (miembro de la Unión Europea) y la Federación Rusa (miembro de la Comunidad de Estados Independientes). Mide unos 1.340 kilómetros de largo, y atraviesa principalmente bosques de taiga y áreas rurales escasamente pobladas, sin seguir ningún rasgo natural o río en particular. La frontera actual es resultado de varios tratados firmados al finalizar la Segunda Guerra Mundial y que obligaron a Finlandia a renunciar a una parte de Carelia y a la banda de Petsamo en beneficio de la Unión Soviética.
Los pasos fronterizos están controlados y patrullados por la Guardia Fronteriza Finlandesa y el Servicio de Guardia Fronteriza de Rusia, que también imponen zonas fronterizas (0.1-3 km en el lado finés, al menos 7.5 km de la zona de seguridad fronteriza en el lado ruso). La entrada a la zona fronteriza requiere de permiso. La vigilancia electrónica en el lado finés se concentra principalmente en los "200 kilómetros más australes" y crece constantemente en sofisticación. La Guardia Fronteriza Finlandesa realiza patrullas K9 regularmente para atrapar a cualquiera que se aventure en la zona fronteriza. Rusia mantiene su patrulla de 500 años de antigüedad en la región ártica así como en otros lugares y planea actualizar las tecnologías de la antigua frontera soviética para ahorrar en costos y maximizar al máximo la eficiencia del Servicio Fronterizo para el año 2020. Sin embargo, el teniente general Vladimir Streltsov, subdirector del servicio de fronteras ruso, señaló que la vigilancia electrónica nunca reemplazará el elemento humano.
El límite se puede cruzar solo en los puestos de control oficiales, y se requiere al menos de visa para la mayoría de las personas. Los principales puestos de control fronterizo se encuentran en Vaalimaa y Nuijamaa, donde los servicios de aduanas de ambas partes inspeccionan y gravan las tarifas de los productos importados.
El punto final del norte de la frontera entre Noruega, Finlandia y Rusia forma un trípode marcado por Treriksrøysa, un montón de piedras cerca de Muotkavaara (69° 03'06" N 28° 55' 45" E). En el sur, el límite se encuentra en la costa del golfo de Finlandia, en el que existe un límite marítimo entre las aguas territoriales respectivas, que termina en una estrecha franja de aguas internacionales entre las aguas territoriales finesas y estonias.

## Historia

Cambios en la frontera de Finlandia de 1323-1975.

### Frontera entre Suecia y Rusia

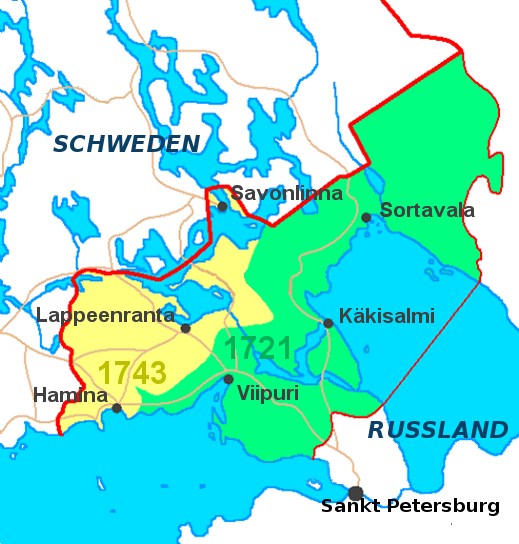
Antigua Finlandia, transferida al Gran Ducado en 1812.

El primer tratado fronterizo relativo a esta frontera se firmó en Nöteborg en 1323, entre Suecia (a la que entonces pertenecía Finlandia) y la República de Nóvgorod. El tratado de Teusina en 1595 movió la frontera hacia el este. Tras la conclusión de la guerra de Ingria, Suecia ganó una gran extensión de territorio con la adquisición de la fortaleza de Nöteborg, Kexholm, Carelia del sudoeste y la provincia de Ingria en el tratado de Stolbovo (1617). Los tratados de Nystad en 1721 y de Åbo en 1743 movieron la frontera hacia el oeste.
La principal diferencia entre ambos lados de la frontera en ese momento era la religión. El lado ruso era ortodoxo ruso, en tanto el lado sueco era católico, y luego protestante luterano. En general, la población nativa era étnica y lingüísticamente finesa en ambos lados. Sin embargo, después de la paz de Stolbovo en 1617, la población ortodoxa fue perseguida y huyó a Tver o se convirtió al luteranismo y comenzó a hablar finés en lugar de carelio, que estaba estrechamente relacionado. La población fue reemplazada en gran parte por inmigrantes de Finlandia, la mayoría de los cuales eran savonianos.

### Frontera interna rusa

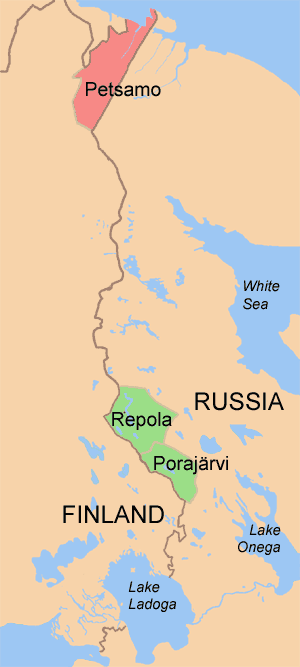
Tratado de Tartu de 1920: Repola y Porajärvi, ocupados por el gobierno finés, fueron devueltos a la Unión Soviética, mientras Petsamo pasó a Finlandia.

Después de la guerra de Finlandia, el tratado de Fredrikshamn convirtió a toda la Finlandia sueca en una posesión rusa, creándose así el Gran Ducado de Finlandia. La frontera fino-rusa se trasladó de nuevo a la ubicación anterior a 1721, por lo que el gran ducado ganó la llamada "Antigua Finlandia", territorios que fueron previamente ocupados por Suecia en 1812.

### Frontera entre Finlandia y la Rusia Soviética
Tras la independencia de Finlandia del Imperio ruso en 1917, inició la guerra civil finlandesa un año más tarde, al tiempo que ocurría la Guerra Civil Rusa. Los activistas fineses a menudo cruzaban la frontera hacia el territorio soviético para luchar en el "heimosodat", guerras que apuntaban a la autodeterminación étnica finesa y a la posible anexión a Finlandia. Sin embargo, esto llegó a su fin en 1920, cuando el tratado de Tartu en 1920 dejó en claro que Finlandia era un país independiente y demarcó la frontera común de los países. Sin embargo, los combatientes todavía tomarían parte en el levantamiento de Carelia Oriental y el conflicto soviético-finlandés de 1921-1922. Finalmente, el gobierno finés le cerró la frontera a los voluntarios y a los envíos de alimentos y municiones en 1922.

### Cambios tras el fin de la Segunda Guerra Mundial

Pérdidas territoriales de Finlandia en 1940.

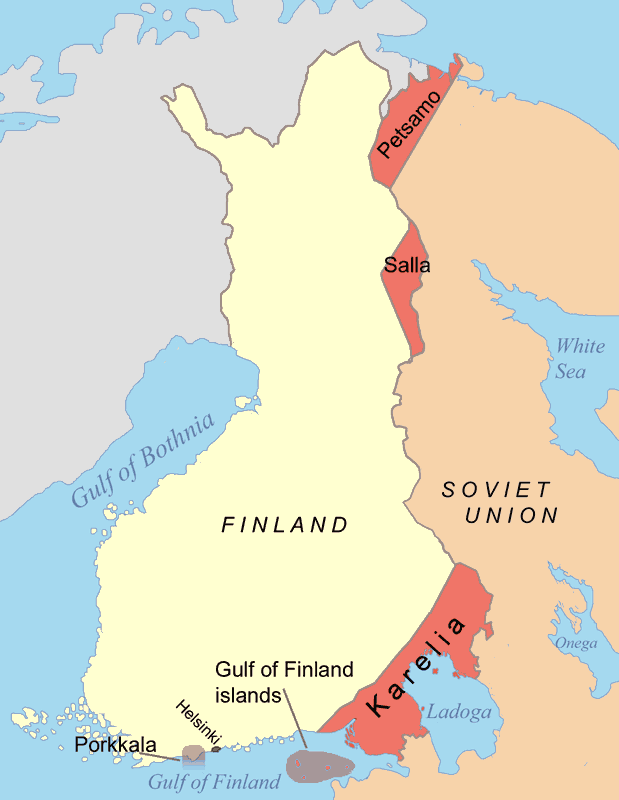
Pérdidas territoriales de Finlandia al concluir la Segunda Guerra Mundial; Porkkala fue devuelto en 1956.

Durante la Segunda Guerra Mundial, Stalin suprimió severamente a la población nativa de habla finesa (fineses ingrios) mediante transferencias de población, colectivización y purgas, de modo que las zonas fronterizas quedarían libres de los pueblos fineses.
La frontera terrestre fue demarcada posteriormente en el tratado de París (1947) tras la Guerra de Continuación (1941-44), en la que Carelia finesa, incluida la segunda ciudad más grande de Finlandia, Vyborg, partes de Salla y Petsamo fueron cedidas a la Unión Soviética. La nueva frontera atravesaba el territorio finés propiamente dicho, cortando muchas líneas ferroviarias y aislando muchas ciudades de Carelia de Finlandia. La Unión Soviética exigió despoblar dichos territorios. Los fineses fueron evacuados de la zona y reasentados en otras partes de Finlandia; casi nadie estaba dispuesto a quedarse. Las áreas fueron repobladas por inmigrantes soviéticos. La base naval de Porkkala fue arrendada por la Unión Soviética, pero regresó al gobierno finés en 1956. La frontera marítima se estableció en 1940 y se definió con mayor precisión en 1965.
La frontera no está en discusión y está claramente definida por la ley. Ambos estados verificaron la inviolabilidad de las fronteras y la integridad territorial en la primera Conferencia sobre Seguridad y Cooperación en Europa en 1975.

### Frontera soviético-finesa durante la Guerra Fría
Durante la Guerra Fría, el borde constituyó parte del perímetro de la Cortina de Hierro. No era posible cruzar el límite en gran parte de su longitud. Solo existía un número muy limitado de pasos fronterizos, y el gobierno soviético solo permitía viajes con escolta a ciudades selectas; las zonas fronterizas estaban fuera del alcance de los turistas. Hubo poco contacto entre las ciudades que estaban relativamente cerca unas de otras en lados opuestos de la frontera, como Imatra y Svetogorsk. En el lado finés, había una zona fronteriza donde la entrada solo se permitía con un permiso, pero la residencia estaba permitida y los inmigrantes podían continuar viviendo en el área. El lado soviético tenía extensos sistemas electrónicos y patrullas para evitar escapes. La vigilancia de la frontera soviética comenzó a una gran distancia de la frontera real, y era tan extensa como en otros lugares a lo largo de la Cortina de Hierro. La primera vigilancia ocurría en las estaciones de ferrocarril de las ciudades, donde la milicia monitoreaba el tráfico potencialmente sospechoso. La zona fronteriza comenzaba a 120 kilómetros de la frontera. Se requería un permiso especial para ingresar, y la primera línea de control tenía alarmas electrónicas. A 60 kilómetros, había una franja de arena con rastrillo (para detectar huellas) y un delgado cable de alarma. A 20 kilómetros, había una valla de alambre de púas de 3 metros de alto, con una parte superior que se curvaba hacia el territorio soviético. La valla tenía un sistema de alarma electrónica. Sin embargo, no estaba protegido bajo tierra y era posible hacer túneles debajo de él. Finalmente, en la frontera internacional, había una puesto fronterizo. En el norte, esto fue seguido por una valla de renos fineses. A diferencia de otros países occidentales, el gobierno de Finlandia no protegía a quienes cruzaban la frontera ilegalmente, sino que los devolvía a las autoridades soviéticas si eran capturados. Los que cruzaban la frontera ilegalmente tenían que llegar hasta Suecia para desertar al oeste.
En el Armisticio de Moscú firmado en 1944 entre Finlandia, la Unión Soviética y el Reino Unido, se alquiló a la Unión Soviética como base militar la pequeña península de Porkkala en el golfo de Finlandia. Esto creó un cruce fronterizo del sur hacia el exclave soviético, operando todo el camino hasta 1956. Los cruces fronterizos se realizaron en Luoma (punto de control) y Tähtelä. En 1947, a los trenes fineses se les permitió pasar a través de la base, pero las ventanas de los vagones se blindaban mientras cruzaban. Anteriormente, entre 1940-41, la Unión Soviética había alquilado la península de Hanko como base militar. Aparentemente, también había un cruce fronterizo con el exclave en ese momento.

## Trazado

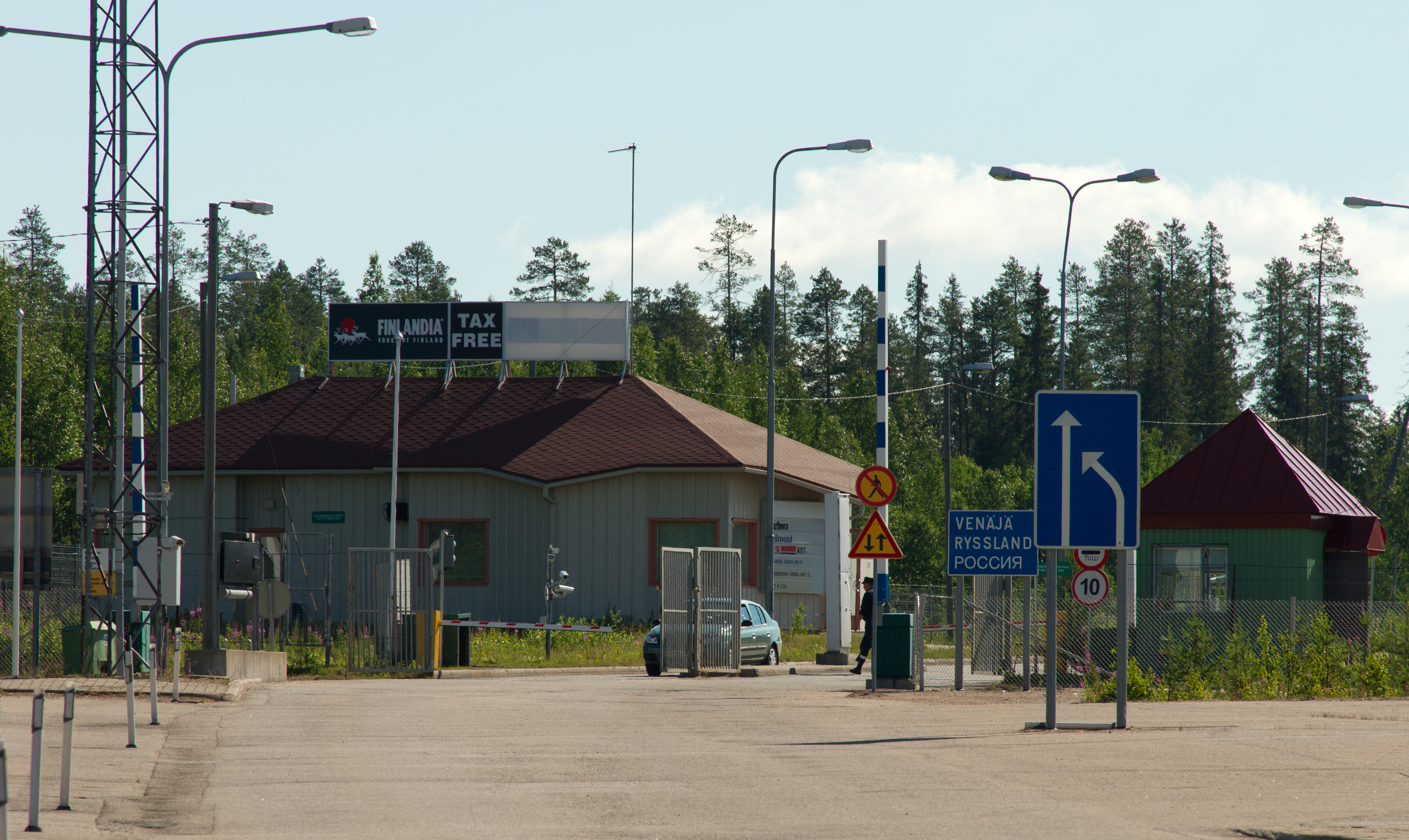
Puesto fronterizo ruso en cercanías de Vartius, en Finlandia.

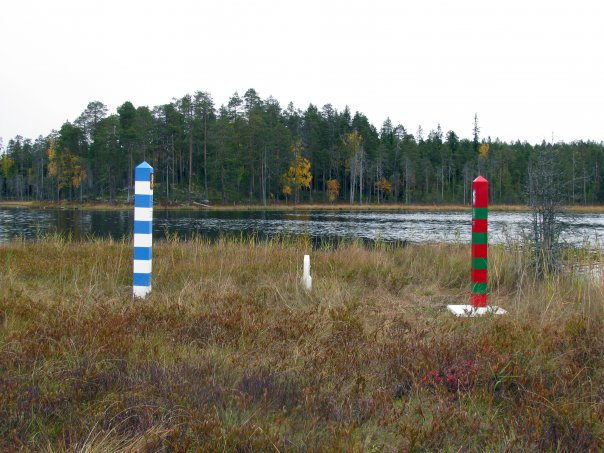
El punto más oriental de Finlandia es la parte occidental de una isla en el lago Virmajärvi. El pilar azul-blanco marca el lado finés, el pilar rojo-verde marca el lado ruso. El pilar blanco en el medio marca el borde mismo.

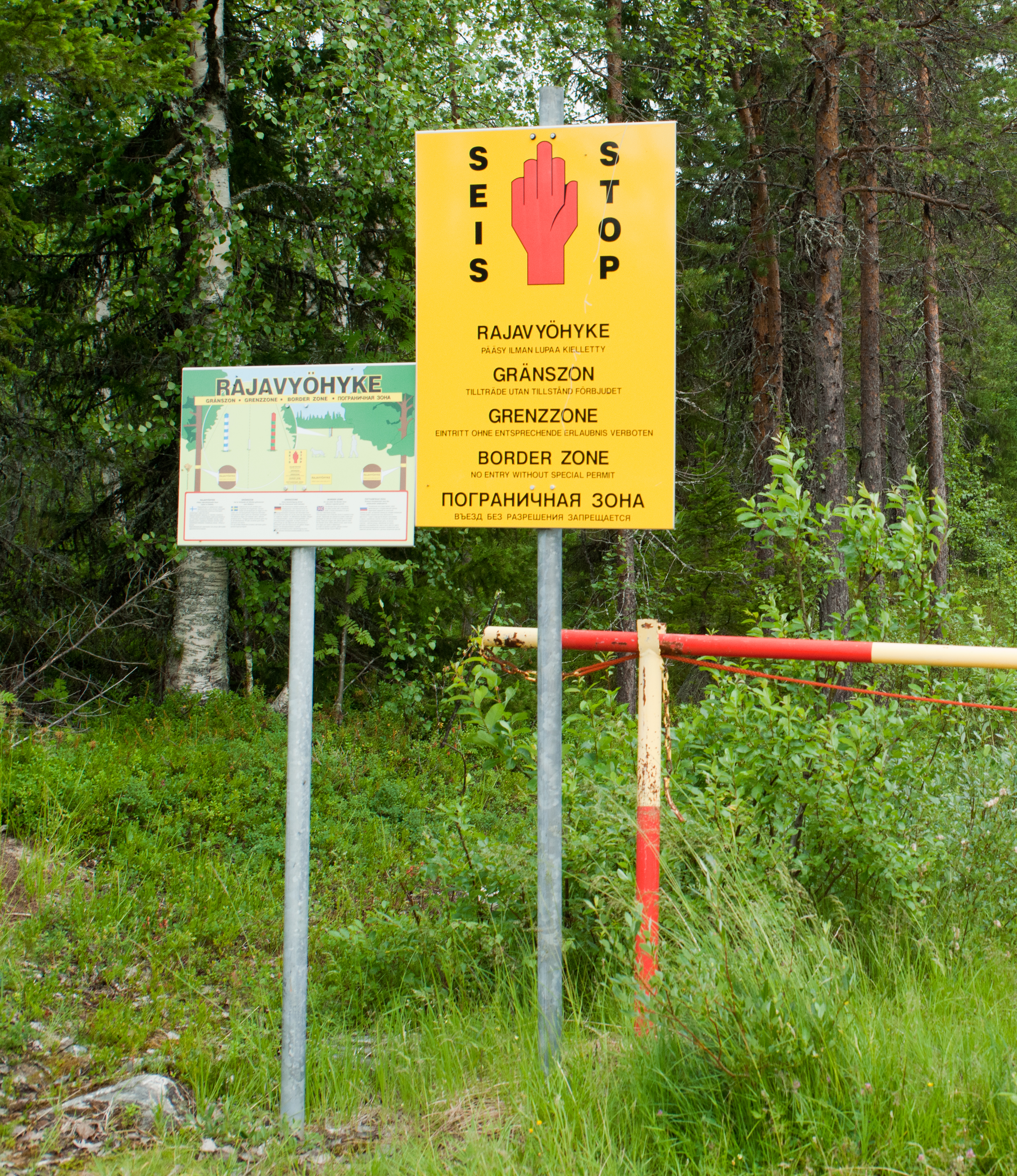
Señales que marcan la zona fronteriza, en Paljakka.

El trazado de la frontera va desde el golfo de Finlandia (bahía de Rautalanselkä, cerca de la ciudad de Virolahti) hasta un punto triple situado en el noreste de la península escandinava cercano al lago Inari, donde convergen las fronteras entre Finlandia y Noruega y entre esta última y Rusia. El trazado sigue pues un poco el trigésimo meridiano oriental.

## Pasos
Hay nueve pasos fronterizos activos y siete puntos temporales de paso por carretera entre Finlandia y Rusia. Los temporales tienen horarios de apertura más limitados y requieren un permiso especial. En total hay cuatro cruces ferroviarios, aunque solo uno parece estar activo.
Tras un acuerdo firmado el 22 de marzo de 2016, se limitó la capacidad de cruzar la frontera a ciudadanos fineses, rusos y bielorrusos con miembros de la familia. Esto se aplicaría 180 días después de la entrada en vigencia del mismo. Otros ciudadanos que viajen entre, por ejemplo, Suecia y Rusia, deben usar el cruce fronterizo en Kuusamo.

## Pasos por carretera de norte a sur
| Imagen | Carretera finesa             | Carretera rusa          | Tipo de paso | Aduana | Ubicación                                       |
| ------ | ---------------------------- | ----------------------- | ------------ | ------ | ----------------------------------------------- |
|        | Ruta 91 (Raja-Jooseppi)      | Verjnetulómskaya doroga | Carretera    | Si     | 68°28′33″N 28°28′24″E / 68.475774, 28.473272    |
|        | Ruta 82 (Salla)              | górod Kandalaksha       | Carretera    | Si     | 66°56′39″N 29°02′05″E / 66.944089, 29.034774    |
|        | Ruta Regional 866 (Kuusamo)  | A136                    | Carretera    | Si     | 65°47′54″N 30°06′13″E / 65.798283, 30.103712    |
|        | Ruta 89 (Vartius)            | Prigraníchnoye shossé   | Carretera    | Si     | 64°32′44″N 29°59′26″E / 64.545455, 29.990677    |
|        | Ruta 9 (Niirala)             | A130                    | Carretera    | Si     | 62°10.249′N 030°37.755′E / 62.170817, 30.629250 |
|        | Ruta 62 (Imatra)             | A124                    | Carretera    | Si     | 61°07′34″N 28°50′14″E / 61.1261, 28.8372        |
|        | Ruta 13 (Nuijamaa)           | A127                    | Carretera    | Si     | 60°57′17″N 28°31′18″E / 60.954818, 28.521581    |
|        | Vainikkalabanan (Vainikkala) | -                       | Ferrocarril  | Si     | 60°51′19″N 28°20′16″E / 60.855263, 28.337915    |
|        | Ruta europea E18 (Vaalimaa)  | Ruta europea E18        | Carretera    | Si     | 60°36′17″N 27°52′25″E / 60.604672, 27.873473    |

### Puntos de paso ferroviario
| Código UIC | Línea finesa              | Estación finesa | Operador | Línea rusa                  | Estación rusa | Operador |
| ---------- | ------------------------- | --------------- | -------- | --------------------------- | ------------- | -------- |
| 720        | Riihimäki-San Petersburgo | Vainikkala      | VR       | Riihimäki-San Petersburgo   | Buslovskaia   | RŽD      |
| 721        | Imatra-Antrea             | Imatra          | VR       | Línea Imatra-Antrea         | Svetogorsk    | RŽD      |
| 722        | Simpele-Elisenvaara       | Simpele         | VR       | Simpele-Elisenvaara         | Elisenvaara   | RŽD      |
| 723        | Parikkala-Elisenvaara     | Parikkala       | VR       | Línea Parikkala-Elisenvaara | Elisenvaara   | RŽD      |
| 724        | Niirala                   | Niirala         | VR       | Niirala                     | Vyartsilya    | RŽD      |
| 725        | Kontiomäki–Vartius        | Vartius         | VR       | Vartius                     | Kivijarvi     | RŽD      |